# Giorgio Zanotto
Giorgio Zanotto (Verona, 19 dicembre 1920 – Verona, 24 ottobre 1999) è stato un politico e dirigente d'azienda italiano.
Sindaco di Verona dal 1956 al 1965 e presidente della Banca Popolare di Verona, è stato inoltre membro del Comitato esecutivo della Cattolica Assicurazioni, assumendone la carica di vicepresidente.

## Biografia
Giorgio Zanotto nasce a Verona il 19 dicembre 1920 e nel 1939 si iscrive alla facoltà di economia e commercio dell'Università di Venezia. All'università viene introdotto al pensiero di Jacques Maritain, filosofo dell'umanesimo integrale, grazie al suo docente di storia economica: Amintore Fanfani. Sempre a Venezia partecipa all'attività della Fuci, di cui è presidente nazionale Aldo Moro.
Partecipa a numerose attività nell'ambito cattolico frequentando assiduamente la chiesa di San Giorgio in Braida e collaborando come insegnante di catechismo ai giovani di Azione Cattolica della parrocchia. In questo periodo conosce la futura moglie, Giovanna Tanara, dalla quale avrà cinque figli: Cesare, Paolo (che diverrà anch'egli sindaco di Verona), Alberto, Michele, Giovanni.
Dopo la laurea insegna all'Istituto tecnico "Lorgna" di Verona la materia di matematica finanziaria.
Nel 1946 viene iscritto all'albo dei dottori commercialisti, iniziando a esercitare la libera professione, diventandone poi segretario dell'Ordine nel 1952.  
Terminata la seconda guerra mondiale si iscrive alla Democrazia Cristiana di Verona al seguito di Giovanni Uberti e di Guido Gonella. Nel 1956 succede proprio a Giovanni Uberti come sindaco di Verona. Grazie al suo sforzo la città assume un ruolo di primo piano con la nascita dell'Università e con la decisione di portare nel territorio comunale l'incrocio tra l'autostrada del Brennero e l'autostrada Serenissima che si stavano costruendo.
È promotore anche dello sviluppo della Fiera di Verona, della zona industriale e dell'aeroporto.
Nel 1978 diventa presidente della Banca mutua popolare di Verona, di cui era vicepresidente dal 1974. 
È ricordato, inoltre, anche per l'impegno profuso nella direzione amministrativa della Società Cattolica di Assicurazione.
Anche il figlio Paolo Zanotto è stato sindaco di Verona, dal 2002 al 2007.